# Firaxis Games
Firaxis Games是席德·梅尔，杰夫·布里格斯和布赖恩·雷诺兹離开MicroProse后，在1996年成立的美国电子游戏开发商。Firaxis Games在2005年8月被Take-Two Interactive公司收購後，成爲該公司的的全资子公司。该公司最著名的作品為文明系列游戏。

## 歷史
在更名為Firaxis Games前，公司曾被命名為Firaxis Software。
Firaxis Software成立于1996年5月1日，公司是由席德·梅尔，杰夫·布里格斯和布赖恩·雷诺兹三位电子游戏设计师所创立，他们之前都曾在由席德·梅尔和Bill Stealey于1982年创办的MicroProse公司工作。公司的名字“Firaxis”是由“fiery”和“axis”两个词合成，名字来源于布里格斯创作的一首乐曲。布里格斯解释说，他们选择留在巴尔的摩地区，而不是搬到硅谷，因为那里是一个“非常适合生活的地方”。与MicroProse不同，Firaxis Software旨在成为一家“设计公司”，並将游戏的制造、营销和发行外包给其他承包商。因此，公司与六家潜在的游戏发行商接触。之後，他們与藝電签订了协议，並通过藝電的Origin Systems标签发行他们的游戏。最終，Firaxis Games公司成立的消息于1996年6月24日公布。
Firaxis Software成立初期，他們把總部定在位于马里兰州亨特谷Gilroy路上的一间2500平方英尺的办公室内，也暂时与其他公司共用办公空间。为了适应公司的发展，1997年2月，他们宣布将公司总部搬迁至亨特谷商业社区McCormick路11350号Executive Plaza III的一间7200平方英尺的办公室内。當時，公司内一共有13名员工。
Firaxis Software在1997年6月宣布了他们的首款作品《北與南蓋茲堡戰役》。在此期间，公司于1997年7月24日正式更名为Firaxis Games。同年8月，藝電宣布收购Firaxis Games的少数股份，但具体条款未披露。1997年9月，Firaxis Games为其三位创始人签订了人寿保险。《北與南蓋茲堡戰役》于1997年10月发布，获得了评论界和商业上的成功，得到几乎满分的评价，并在1999年8月前售出20万份。从《北與南蓋茲堡戰役》开始，Firaxis Games在所有由席德·梅尔设计的游戏前都加上了“Sid Meier's”（席德·梅尔的）—这一前缀，这是他们以前从MicroProse就開始的做法，因为他们相信席德·梅尔的名字能增加游戏的辨识度。由于他在多款MicroProse游戏以及北與南蓋茲堡戰役》和Firaxis Games第二款游戏《Sid Meier's Alpha Centauri》上的贡献，席德·梅尔成为继宫本茂之后第二位进入互动艺术与科学学院名人堂的人。联合创始人布赖恩·雷诺兹于2000年2月离开Firaxis Games。为弥补他的离开，公司从2000年3月开始招聘多位行业资深人士。
Firaxis Games的联合创始人兼首席执行官杰夫·布里格斯因其在公司的领导工作，于2004年10月被Smart CEO Magazine评为“年度最佳CEO”。杰夫·布里格斯于2006年11月离开公司，他的職務則由Steve Martin接任。由于在Firaxis Games的管理工作，Martin在2011年3月获得了世界贸易中心协会颁发的“马里兰国际商业领导力奖”。
2004年11月，Infogrames，也就是当时《文明》系列的所有者和发行商，向一位未披露的买家出售了所有知识产权，售价为2230万美元。2005年1月26日，买家被宣布为Take-Two Interactive。发行商宣布该系列将由前一天成立的2K Games管理，而Firaxis Games将继续负责该系列的开发。2005年3月，NDL宣布与Firaxis Games合作，他们的Gamebryo引擎将用于《文明IV》的开发，该游戏预计在当年晚些时候发布。2005年11月7日，Take-Two Interactive宣布收购Firaxis Games。通过这笔交易，Firaxis Games成为2K Games的一部分，而其现有的管理和开发计划則保持不变。席德·梅尔和杰夫·布里格斯都表示，这次收购为Firaxis Games在创意开发和营销能力方面提供了巨大机会，并且他们很幸运能够重新完全控制文明系列。
2007年4月，《文明IV》的首席设计师Soren Johnson离开公司，转投Maxis并参与《孢子》的开发。同样，《文明V》的首席设计师Jon Shafer在游戏发布后于2010年12月离职。
2014年8月，Firaxis Games宣布举办Firaxicon，这是一个专门针对Firaxis游戏的大会。活动于2014年9月27日至28日在亨特谷的一家酒店举行，大會内容包括与公司员工的见面会、名为“Sid Meier之夜”的演讲以及《文明：超越地球》的早期试玩。活动还包括Firaxis Games办公室的参观。该活动在2015年7月宣布续办，并于2015年10月3日在巴尔的摩会议中心举行。活动内容与2014年的类似，《XCOM 2》和《文明：超越地球—潮起》的早期测试。
截至2015年12月，Firaxis Games扩展了他们自2009年搬迁至马里兰州斯帕克斯的总部，并辦公室的面积增加到40,000平方英尺，也新增了40名员工，总计180名员工。2016年6月，在Games for Change节上，Firaxis Games宣布与GlassLab合作开发《文明EDU》，这是《文明V》的教育版，优化用于课堂教学。2018年7月23日，2K的David Ismailer确认Firaxis Games正在开发一个新IP。
2023年2月17日，Firaxis Games宣布《漫威午夜之子》的创意总监Jake Solomon和Firaxis长期负责人Steve Martin將离开公司。首席运营官Heather Hazen接任Martin的职位。
2023年5月30日，Firaxis Games宣佈裁员30人，作为母公司Take-Two Interactive实施的成本节约措施的一部分。